# Алмир Смајић
Алмир Смајић (1968, Бијељина — 1991, Вуковар) био је потпоручник Југословенске народне армије.

## Биографија
Погинуо је 7. новембра 1991. године на вуковарском ратишту. Смртно страдао на извршењу борбеног задатка. Сахрањен је у Бијељини.
Једна бијељинска улица носи име по потпоручнику Алмиру Смајићу. Медији су 2010. године писали о томе како се одређена муслиманска удружења из Бијељине и Јање противе даљем постојању, између осталих, и улице која носи име по Смајићу. На списку непожељних тада су се нашла имена улица Меше Селимовића, Српске добровољачке гарде и трга ђенерала Драже Михаиловића.